# سانتیاگو کالاتراوا
سانتیاگو کالاتراوا (به اسپانیایی: Santiago Calatrava) معمار برجسته، مهندس سازه و مجسمه‌ساز اسپانیایی است. او به عنوان یک طراح نخبه در جهان شهرت به دست آورده ‌است. دفاتر کاری او در زوریخ، پاریس، نیویورک و شهرهای دیگر جهان گسترده ‌است. شهرت وی در معماری نوین، زبانزد خاص و عام ‌است.
وی هم‌اکنون، در حال ساخت سه پل در شهر دالاس آيالات متحده است.
طرح جدید وی از پاویلیون امارات در نمایشگاه اکسپو دبی ۲۰۲۰ اجرا شده‌است. غرفه امارات با تأثیرپذیری از یک شاهین پرنده ارائه شده و بیش از ۱۵ هزار متر مربع را در چهار طبقه پوشش داده و فضای ۱۷۱۷ متری برای پذیرایی از مهمانان که به پلان مجموعه اضافه شده است. در مراسم رونمایی از این پروژه،  رئیس کمیته عالی دبی (Expo 2020 H.H)، شیخ احمد ابن آل مکتوم از پروژه به عنوان نماد برجسته امارات حمایت کرد و آن‌را طرح بهترین پروژه برای نمایشگاه امارات خواند.
سید علی نجفی هم اکنون در حال نوشتن تحقیق اوست

## زندگی
سانتیاگو کالاتراوا در ۲۸ ژوئیهٔ ۱۹۵۱ میلادی در حومهٔ شهر والنسیا در اسپانیا به دنیا آمد. در همان شهر تحصیلات خود را در مدرسهٔ هنر و معماری به پایان رساند. پس از پایان تحصیلات معماری در ۱۹۷۵ برای تحصیل در رشته‌ی سازه وارد مؤسسه فنی فدرال سوییس در زوریخ شد. در ۱۹۸۱ پس از اتمام تز دکترای رشته مهندسی سازه تحت عنوان «چین خوردگی قاب‌های سه بعدی» فعالیت‌های معماری و مهندسی خود را آغاز کرد.

## فعالیت‌های معماری و مهندسی
فعالیت‌های آغازین کالاتراوا بیشتر بر روی پل‌ها و ایستگاه‌های قطار متمرکز بود. طراحی‌های او جایگاه پروژه‌های عمرانی را به ترازی بالاتر ارتقا داد. برج مخابراتی زیبا و متهورانهٔ «مونتویی» در شهر بارسلون در اسپانیا (۱۹۹۱) در مقر برگزاری بازی‌های المپیک ۱۹۹۲ باعث جلب توجهی جهانی به این مهندس عمران و آرشیتکت اسپانیایی گردید. از آن پس پیشنهادهای بسیاری از سراسر جهان به او داده شد. پاویون کوادراچی (۲۰۰۱) در موزه هنر میلواکی اولین پروژهٔ او در ایالات متحده بود. طراحی برج پیچنده ۵۴ طبقه در شهر مالمو در سوئد او را به یک طراح تراز اول جهانی تبدیل کرد. در حال حاضر کالاتراوا، مشغول طراحی یک ایستگاه قطار در محل برج‌های دوقلوی نیویورک است.
از دیگر آثار او می‌توان به ایستگاه قطار پرسرعت TGV لیون به پاریس نام برد.
سبک پیشروی کالاتراوا برای ادغام مهندسی سازه و معماری در پل‌سازی شهرتی جهانی یافته‌است. در حقیقت او را می‌توان دنباله‌رو‌ي مهندسان اسپانیایی مدرنیستی مانند فلیکس کاندلا و آنتونیو گائودی دانست. با وجود این، سبک او بسیار شخصی است و از مطالعات فراوان او پیرامون ساختار فیزیولوژیک بدن انسان و جهان طبیعت منتج می‌شود.

## جوایز و عنوان‌ها
کالاتراوا عناوین و جوایز بسیاری را کسب کرده‌است. از این جمله می‌توان به مدال نقره‌ی پژوهش و فناوری از پاریس (در سال ۱۹۹۰)، و جایزه معتبر مدال طلایی را از انجمن مهندسان سازه (۱۹۹۲) نام برد.
در سال ۱۹۹۳ موزه هنرهای زیبای نیویورک نمایشگاه بزرگی از آثار او را تحت عنوان «سازه و زیبایی» برپا کرد. در سال ۱۹۹۸ وی به عضویت انجمن هنر و فرهنگ پاریس انتخاب شد.
در سال ۲۰۰۴، مدال طلای مؤسسه‌ی معماران آمریکا (AIA) به او اهدا شد. وی در سال ۲۰۰۵، جایزه یوجین مک‌درموت از انجمن هنرهای انستیتوی تکنولوژی ماساچوست به وی تعلق گرفت. این جایزه، یکی از معتبرترین جوایز هنری در آمریکا است.
درسال ۲۰۰۶ جایزه اروپا ESCN برای تعالی بخشیدن در صنعت بتن ۲۰۰۶ لیژ، بلژیک رادریافت کرد.
دسال 2۲۰۱۰ جایزه ملی فولاد۲۰۱۰ هلندرا دریافت کرد برای پروژه پل ساموءل بکت

## ۲۰۱۵
- 2015 جایزه معماری اروپا ۲۰۱۵ شیکاگو، ایالات متحدهBy The Chicago Athenaeum and The European Centre for Architecture Art Design and Urban Studies
- 2015 ENR برنده جهانی 'پروژه سال' لیکلند، فلوریدا، ایالات متحدهبرای دانشگاه پلی تکنیک فلوریدا در Lakeland
  - ساختمان نوآوری، علم و فناوری
- 2015 جایزه ده ساله از CTBUH مالمو، سوئدشورای ساختمان های بلند و زیستگاه شهری برای تورسو عطف در مالمو
  - عطف تورسو
- 2015 ENR برنده جهانی 'بهترین پروژه تخصص انقباض' لیکلند، فلوریدا، ایالات متحدهدر رده 'تخصص انقباض' برای دانشگاه پلی تکنیک فلوریدا در Lakeland
  - ساختمان نوآوری، علم و فناوری
- 2015 ENR برنده جهانی 'بهترین پروژه آموزش و پرورش / تحقیقات' لیکلند، فلوریدا، ایالات متحدهدر رده 'آموزش عالی / تحقیقات' برای دانشگاه پلی تکنیک فلوریدا در Lakeland
  - ساختمان نوآوری، علم و فناوری
- 2015 جایزه بین المللی معماری ۲۰۱۵ لیکلند، فلوریدا، ایالات متحدهThe Chicago Athenaeum: Museum of Architecture and Design and The European Centre for Architecture Art Design and Urban Studies for the Innovation, Science & Technology Building in Lakeland Florida
  - ساختمان نوآوری، علم و فناوری
- 2015 جایزه طراحی ویژه سارا تعالی در زیرساخت های شهری نیویورک سیتی، ایالات متحدهبرای مرکز تجارت جهانی مرکز حمل و نقل مرکز حمل و نقل
  - مرکز تجارت جهانی مرکز حمل و نقل
- 2015 سارا طلا جایزه طراحی تعالی لیکلند، فلوریدا، ایالات متحدهبرای دانشگاه پلی تکنیک فلوریدا در Lakeland
  - ساختمان نوآوری، علم و فناوری
- 2015 AISC 2015 جایزه ایده ها لیکلند، فلوریدا، ایالات متحدهبرای تعالی در فولاد قاب طراحی ساختمان برای دانشگاه پلی تکنیک فلوریدا
  - ساختمان نوآوری، علم و فناوری
- 2015 ENR برنده ملی 'بهترین پروژه تخصص قرارداد' لیکلند، فلوریدا، ایالات متحدهدر رده 'تخصص انقباض' برای دانشگاه پلی تکنیک فلوریدا در Lakeland
  - ساختمان نوآوری، علم و فناوری
- 2015 ENR برنده ملی 'بهترین پروژه آموزش و پرورش / تحقیقات' لیکلند، فلوریدا، ایالات متحدهدر رده 'آموزش عالی / تحقیقات' برای دانشگاه پلی تکنیک فلوریدا در Lakeland
  - ساختمان نوآوری، علم و فناوری
- 2014 2015 ACEC نیویورک 'جایزه الماس' لیکلند، فلوریدا، ایالات متحدهشورای آمریکایی شرکت های مهندسی نیویورک در رده سیستم های ساختاری برای دانشگاه پلی تکنیک فلوریدا
  - ساختمان نوآوری، علم و فناوری
- 2014 ENR جنوب شرقی 2014 برنده 'بهترین پروژه ساختمان از سال' لیکلند، فلوریدا، ایالات متحدهبرای دانشگاه پلی تکنیک فلوریدا
  - ساختمان نوآوری، علم و فناوری
- 2014 ENR جنوب شرقی 2014 برنده 'بهترین پروژه تخصص انقباض' لیکلند، فلوریدا، ایالات متحدهدر رده 'تخصص انقباض' برای دانشگاه پلی تکنیک فلوریدا در Lakeland
  - ساختمان نوآوری، علم و فناوری
- 2014 ENR جنوب شرقی 2014 برنده 'بهترین پروژه آموزش و پرورش / تحقیقات' لیکلند، فلوریدا، ایالات متحدهدر رده 'آموزش عالی / تحقیقات' برای دانشگاه پلی تکنیک فلوریدا در Lakeland
  - ساختمان نوآوری، علم و فناوری
- 2014 جایزه شایستگی از هیئت مدیره صنعت بتن لیکلند، فلوریدا، ایالات متحدهجوایز راجر اچ کوربتا برای بتن با کیفیت برای دانشگاه پلی تکنیک فلوریدا
  - ساختمان نوآوری، علم و فناوری
- 2014 جایزه ملی طراحی فولاد ۲۰۱۴ تعالی آلبرتا، کانادارده 'پل' برای پل صلح در کلگری CISC - ICCA کانادا موسسه ساخت و ساز فولاد ، آلبرتا
  - پل صلح
- 2013 جایزه تعالی طراحی فولاد ۲۰۱۳ آلبرتا، کانادارده 'لبه فولاد' و رده 'مهندسی' برای پل صلح در کلگری CISC - ICCA کانادا موسسه ساخت و ساز فولاد ، آلبرتا
  - پل صلح
- 2012 ECCS جایزه اروپا برای پل های فولادی دالاس، ایالات متحدهبرای پل مارگارت هانت هیل
  - پل مارگارت هانت هیل
- 2012 مدال ملی AIA واشینگتن .C، ایالات متحدهHonor of Architects involved Post-9/11 Design and Rebuilding Efforts, AIA National Convention & Design Expo
- 2011 جوایز صنعت ساخت و ساز بریتانیا (BCI) ۲۰۱۱ دوبلین، ایرلندبرای پل ساموئل بکت در دوبلین، 'بسیار ستایش' در رده پروژه های بین المللی
  - پل ساموئل بکت
  - غرفه امارات متحده عربی در نمایشگاه 2020.

درسال 2021 جوایز طراحی AD 2021 - برنده رده معماری دبی، امارات متحده عربی برنده شد.

## ۲۰۲۰
- 2019 50 با نفوذ ترین ساختمان های بلند از 50 سال گذشته مالمو، سوئدشورای ساختمان های بلند و زیستگاه شهری برای تورسو عطف در مالمو
  - عطف تورسو
- 2018 Monumento y Patrimonio Cultural de la ciudad بوئنوس آیرس، آرژانتین
  - پوئنت د لا موجر
- 2017 بهترین نوآورانه ساختمان سبز MIPIM جایزه ریو دو ژانیرو، برزیل
  - موسو دو آمانه
- 2016 جوایز معمار خاورمیانه ۲۰۱۶ دبی، امارات متحده عربیبرنده طراحی مفهوم سال 2016، دبی، امارات متحده عربی
  - برج دبی کریک
- 2016 جایزه دستاورد مادام العمر ۲۰۱۶ لندن، بریتانیاLEAF (Leading European Architecture Forum) Award 2016, London, UK
- 2016 Best New Museum of the Year - Central & South America ریو دو ژانیرو، برزیلمقصد فرهنگ پیشرو (ال سی دی) ، لندن ، انگلستان
  - موسو دو آمانه
- 2016 طراحی سال ۲۰۱۶ لندن، بریتانیا

صفحه مجازی سانتیاگوبایس در اینستاگرام:  https://www.instagram.com/calatravaofficial/

## نگارخانه

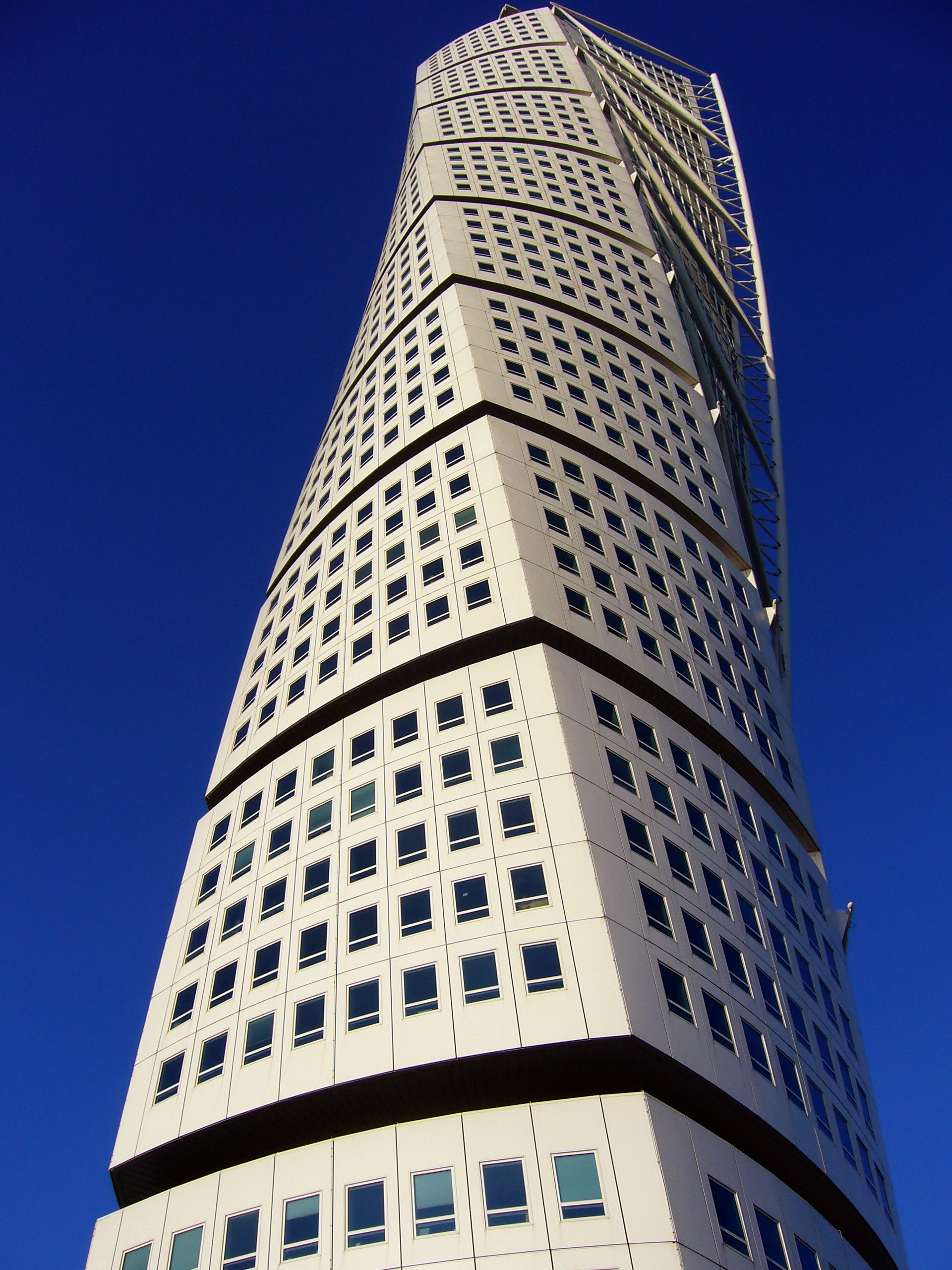
برج پیچنده در مالمو سوئد
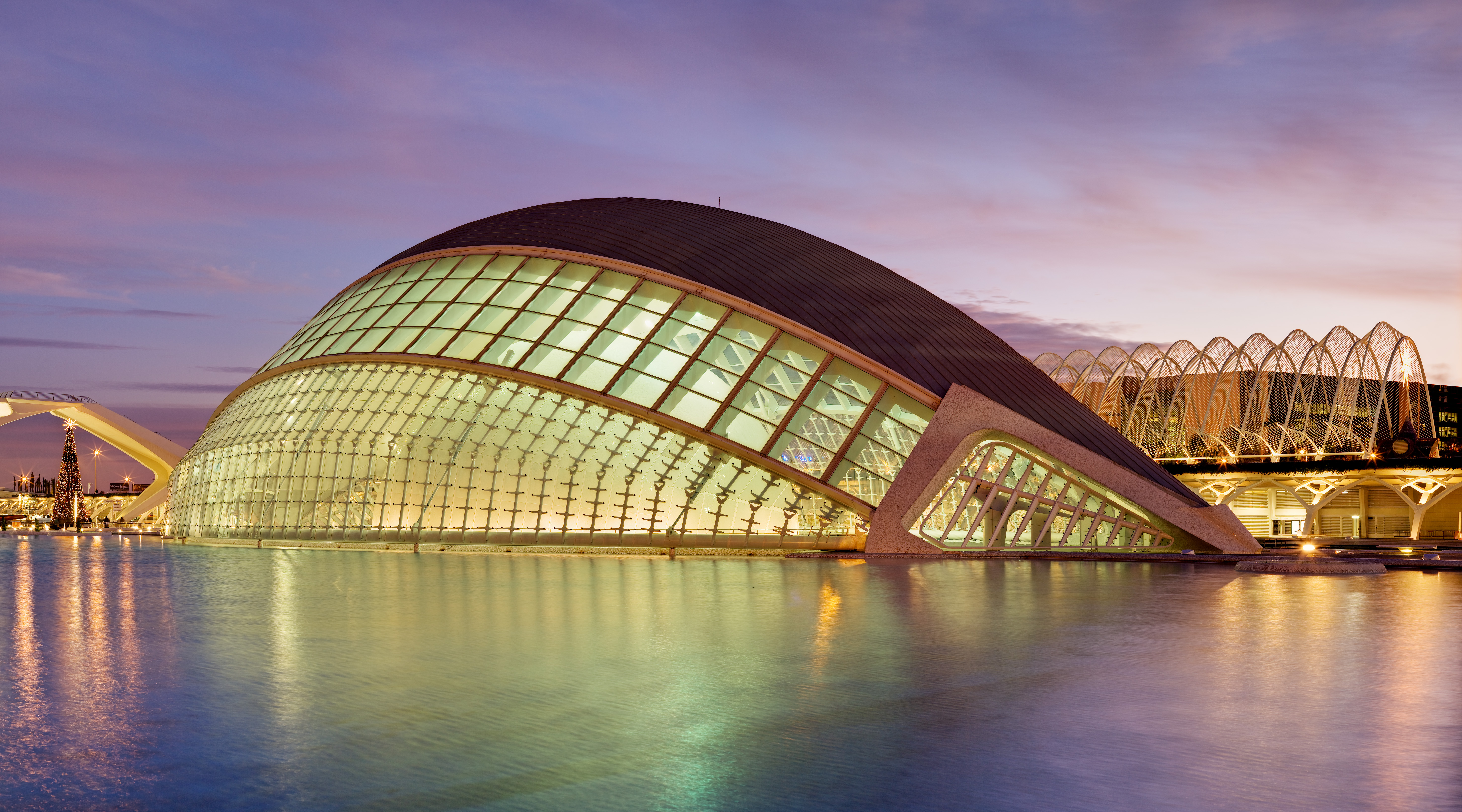
موزهٔ علوم و هنر شهر والنسیا در اسپانیا
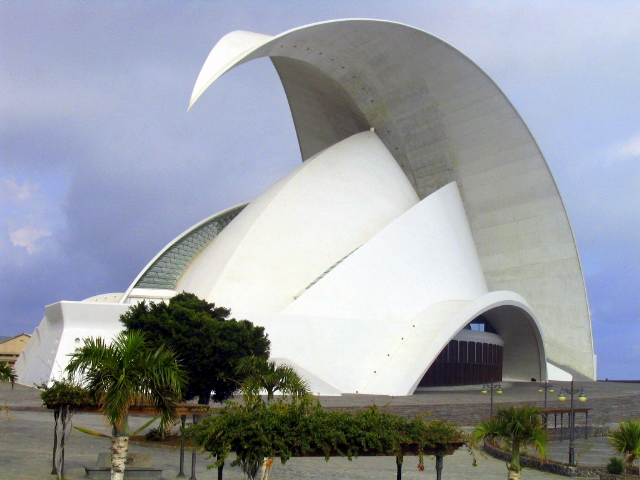
تالار موسیقی تنریفه در جزیره اسپانیایی تنریفه
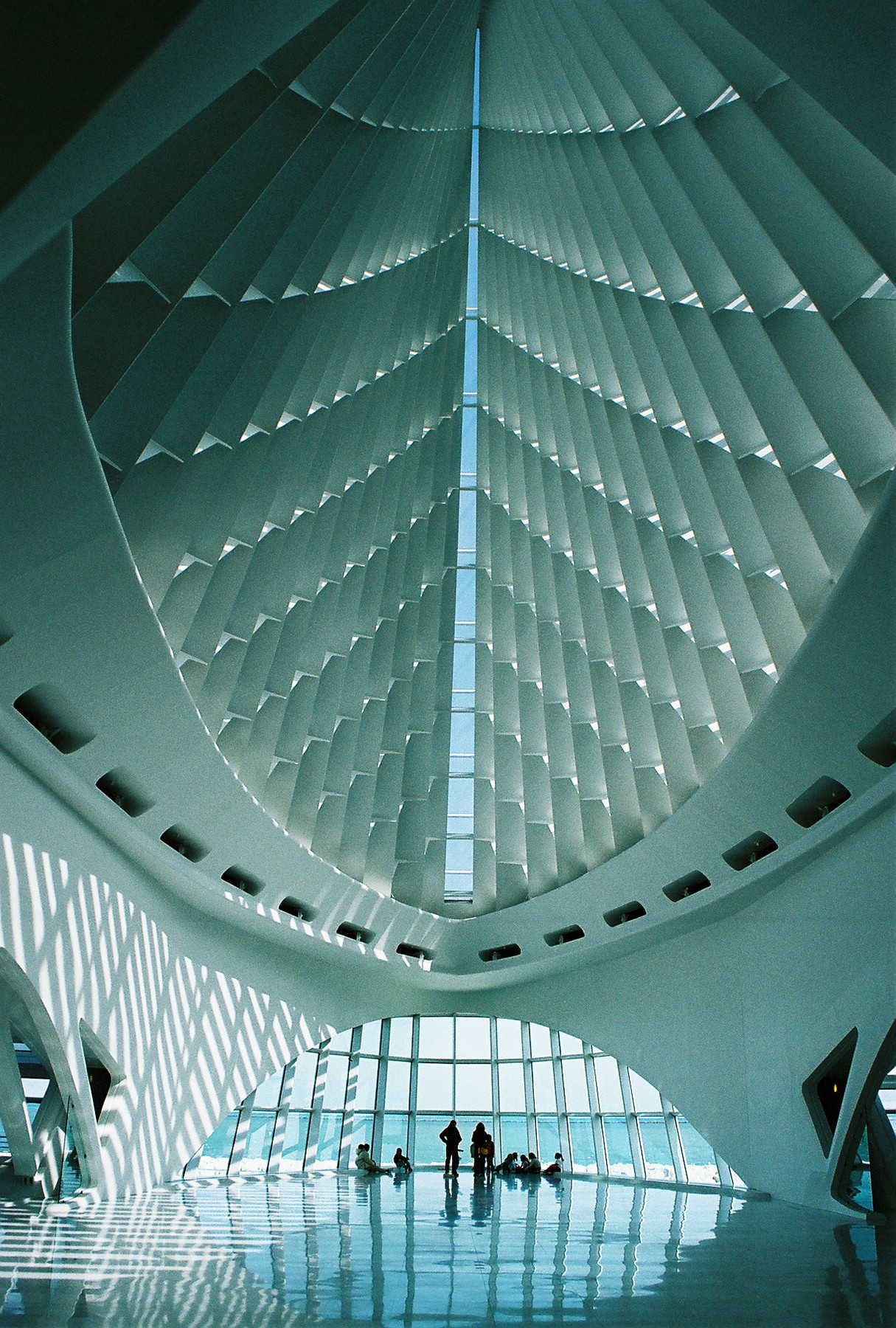
نمایی از داخل موزه هنر میلواکی در ویسکانسین آمریکا

## فهرست برخی آثار
- برج پیچنده
- منار شیکاگو
- موزه هنر میلواکی
- برج خور
- پل مارگارت هانت هیل
- هاوس زوم فالکن(زویخ) Haus zum FalkenZurich [۱]
- ویدیو اثار منتخب سانتیاگو [۲]